# Gonzalo Córdova
Gonzalo Segundo Fernández de Córdova y Rivera. (Cuenca, 15 de julio de 1863-Valparaíso, 13 de abril de 1928) fue un político y diplomático, hijo de Joaquín Fernández de Córdova y Cobos y María Teresa de Rivera y Cortázar. Triunfó en las elecciones presidenciales de 1924 y fue Presidente del Ecuador entre 1924 y 1925.

## Encargado del gobierno
En 1918 fue elegido Presidente del Senado, y en dicha calidad asumió la Presidencia de la República, como encargado del poder, del 8 al 17 de octubre y del 4 al 7 de noviembre.

## Presidente Constitucional
Todo se confabuló para que Gonzalo Córdova no gobernara sino apenas por diez meses y, de hecho, sólo durante once meses: la crisis económica, la oposición de los conservadores y de los modernizadores, su propia ideología de viejo cuño liberal, su mala salud, su terquedad y sobre todo el impacto de la represión de noviembre de 1922 en el espíritu de la oficialidad joven y progresista de las Fuerzas Armadas. Gonzalo Córdova se posesionó el 1 de septiembre de 1924. El Dr. Córdova se encontraba enfermo, padecía de una enfermedad cardíaca. 

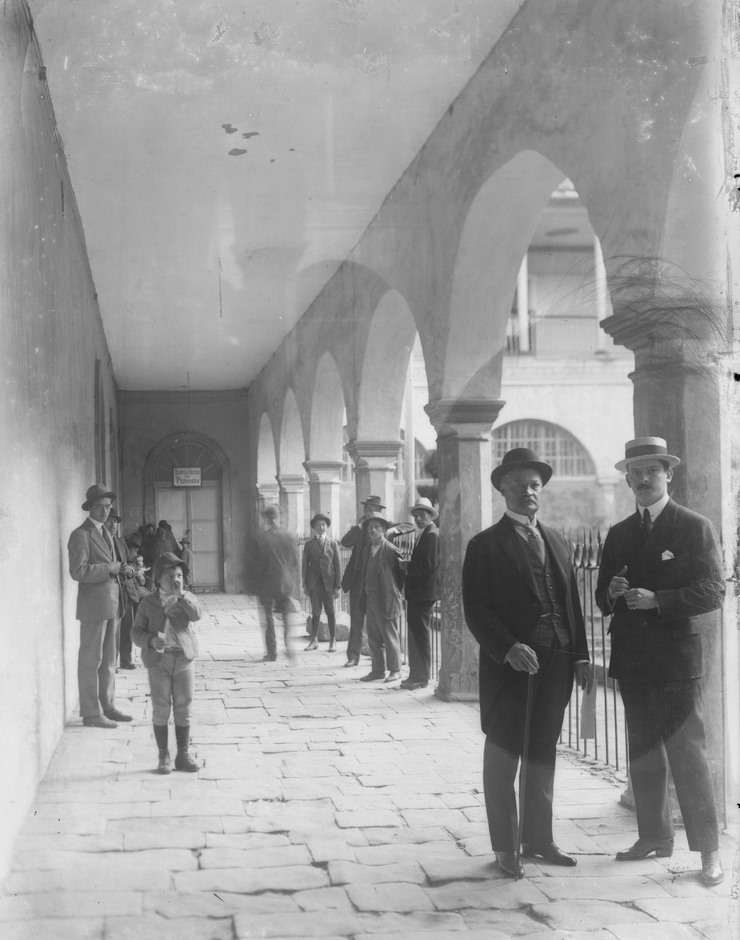
El presidente de la República del Ecuador, Gonzalo S. Córdova (izquierda), junto al empresario Carlos Manuel Noboa en el patio sur del Palacio de Carondelet en 1924.

La legitimidad de su triunfo electoral empezó a discutirse en el Congreso, hubo muertes a causa de protestas, empezó la conspiración, primero fue la conservadora capitaneada por Jacinto Jijón y Caamaño, con su dinero compró armas y adiestró compañías de insurgentes, atacó desde el norte del país, y en José del Ambi se libró una de esas batallas, siendo derrotadas las tropas conservadoras por las del ejército.

El Chachán se desbordó destruyendo siete kilómetros de línea férrea. Se puso mordaza a la prensa de oposición y se encarcelaron a muchos periodistas: Jacinto Jijón y Caamaño y Juan Manuel Lasso fueron derrotados. Fue repudiada por la ciudadanía la firma en Washington del Acta Tripartita por los Plenipotenciarios del Perú, Colombia y Brasil, que se aseguraba la aprobación del Tratado Salomón-Lozano, lesivo para los intereses territoriales del Ecuador. En lo económico, el país experimentaba una crisis aterradora por la devaluación de la moneda, consecuencia de las emisiones sin respaldo y de la inconvertivilidad de los billetes. Existía mucha especulación, la importación en grande escala de artículos de lujo que los bancos favorecían. Por unos días también ocupó la presidencia el vicepresidente Temístocles Terán. La nacionalización del Ferrocarril Transandino o ferrocarril del Sur, en términos ventajosos para el país fue un acierto. El Ministro de Hacienda son Miguel Albornoz desplegó gran actividad para el arreglo y equilibrio de la Hacienda Pública. Ibarra tuvo agua potable, se inauguró la carretera Loja-Portoviejo, en Riobamba y en una nueva estación ferroviaria, en Santa Rosa el Hospital. Hasta tanto el presidente Córdova que se encontraba en Guayaquil por el estado de salud y prescripción médica, a fines de mayo de 1925 se encontraba en Quito.
También tuvo que afrontar la oposición de los liberales socializantes, cuyo principal exponente era el político e industrial quiteño Luis Napoleón Dillon. Córdova lo había nombrado ministro de Hacienda, pero, según aducía la prensa serrana, Dillon no había obtenido el plácet del Banco Comercial y Agrícola de Guayaquil que prácticamente decidía en la política del Gobierno. En 1922, Dillon había organizado La Sociedad de Crédito Internacional en Quito para emitir moneda en la Sierra. "La sociedad ya había impreso y registrado sus billetes", escribe la historiadora Linda Alexander Rodríguez, "cuando Francisco Urbina y Jado (gerente del Banco Comercial y Agrícola) se enteró de que los billetes no tenían respaldo", y para "proteger la moneda nacional" logró que el ministro de Hacienda, Alfonso Larrea, prohibiera la circulación de esos billetes. Por estas razones personales y también regionales e ideológicas Dillon detestaba la plutocracia guayaquileña y sobre todo a Urbina y Jado. 
Dillon escribía regularmente en el periódico La Antorcha del grupo socialista del mismo nombre y desde esa tribuna clamaba contra "la corrupta plutocracia costeña " y exigía la reforma social. La oposición a Córdova provenía, además, del periódico El Abanderado, dirigido por el teniente coronel en servicio pasivo Víctor M. Naranjo. Entre sus lectores estaban los militares. Naranjo los clasificaba en dos categorías: los oficiales políticos como Leónidas Plaza que se ocupaban de sus intereses y los oficiales profesionales como el general Francisco Gómez de la Torre que se preocupaban por la suerte de los ecuatorianos. Pedía que se forjara un Ejército nuevo. Y así ocurrió. Se creó la "Liga Militar" integrada por oficiales jóvenes que buscaban la renovación social y económica del Ecuador. El socialismo influía en ellos y también la mística "marcha sobre Roma " (1922) y el nacionalismo de Benito Mussolini, bebidos ambos de los labios de los instructores de la Misión Italiana. La Junta Militar Chilena que depuso al presidente Arturo Alessandri (1924) fue el modelo que se propusieron seguir en cuanto se presentara la oportunidad. 
La administración de Córdova se iba a pique. A los cinco meses de gestión tuvo que ausentarse a Guayaquil por razones de salud. La estadía en esa ciudad aumentaba el temor serrano de que Córdova fuese un prisionero de la plutocracia. El presidente del Congreso, Alberto Guerrero Martínez, quien aspiraba a la presidencia de la República en el próximo período, gobernó entre febrero y junio de 1925 mientras Córdova estuvo ausente. Guerrero fue duro con la oposición: desterró a Jijón y Caamaño y al coronel Lasso. Logró que el Congreso aprobara la compra del 75% de las acciones de la Empresa del Ferrocarril Guayaquil-Quito en abril de 1925 y presidió con ello la junta de accionistas. 
El Banco Comercial y Agrícola prestó el dinero. La deuda pública interna con ese banco, que en 1913 fue de 4' 907.000 sucres, ascendió a 27' 262.496 en 1925. El déficit fiscal había llegado a nueve millones y medio de sucres. Las importaciones eran suntuosas y estaban fomentadas por la banca. El malestar creció cuando se supo en marzo de 1925 que Brasil, Colombia y Perú habían firmado el 24 de marzo de 1922 un Acta Tripartita y que, por el Tratado Salomón-Lozano, Colombia había cedido al Perú extensas regiones del nororiente que habían sido ecuatorianas hasta 1916, año en que Ecuador las había entregado a Colombia en el Tratado de límites definitivos Muñoz Vernaza - Suárez. Aunque Ecuador no conoció el texto del Tratado Salomón-Lozano sino en octubre de 1925, el saber que Perú se introducía como una cuña entre Colombia y Ecuador en la frontera nororiental conmovió los ánimos y debilitó al Gobierno. 
La suma de todas estas circunstancias produjo el golpe de Estado del 9 de julio de 1925, conocido como Revolución Juliana. Córdova fue apresado y el 23 de agosto de 1925 marchó al destierro en Valparaíso, Chile, donde murió en marzo de 1928, a los 65 años de edad. Al abordar el 'Aysén ', que lo conducía a Paita, dijo: 'Lo que pido es que con el mismo rigor que se ha usado conmigo, se critique a esa cáfila (caravana) de bandidos que han robado a la Nación a la sombra de mi nombre'.

### Ministros de Estado
| Ministerio                          | Ministro                  |
| ----------------------------------- | ------------------------- |
| Ministerio de Guerra y Marina       | Leonardo Sotomayor y Luna |
| Ministerio de Instrucción Pública   | Camilo Andrade            |
| Ministerio del Interior             | José Vicente Trujillo     |
| Ministerio del Interior             | Carlos Jaramillo          |
| Ministerio de Hacienda              | Miguel Albornoz           |
| Ministerio de Relaciones Exteriores | Alberto Larrea Chiriboga  |
| Ministerio de Relaciones Exteriores | Camilo Octavio Andrade    |

Fuente:

## Fallecimiento
A consecuencia de su derrocamiento abandonó el país, muriendo exilado tres años después, en Valparaíso, Chile, el 13 de abril de 1928.

## Legado
Sobresalió como un excelente escritor, periodista, profesor, literato, diputado, senador, presidente de municipios, Gobernador, Subsecretario de Cancillería, Ministro de Cortes, Canciller Plenipotenciario, Consejero. Hombre de talento poderoso, afable, vivaz nunca fue soberbio, muy bondadoso. Bajó del solio sin deshonor ninguno.